# V jirchářích (Praha)
Ulice V jirchářích na Novém Městě v Praze se nachází v centru města na pravém břehu řeky Vltavy. Spojuje ulice Pštrossova a Opatovická, které obě z jihu ústí do ulice Ostrovní a ze severu ulice Pštrossova ústí do Myslíkovy ulice. Ze severu do ulice V jirchářích ústí ulice Voršilská, z jihu ulice Křemencova. Název ulice V jirchářích nebo Jircháře je historický a má původ od jirchářských mistrů, kteří zde pobývali a zpracovávali kůže. Součástí ulice je též pozdně gotický kostel sv. Michala s přilehlou zahradou ve vnitrobloku.

## Název ulice
Podle pravidel českého pravopisu v posledním znění by se měl název ulice psát a velkým J, ale některá města včetně Prahy zachovávají původní názvy ulic. Některé zdroje a mapové podklady uvádějí název ulice ve znění nových pravidel.

## Vývoj zástavby středověké Prahy
V době kolem 5. století pronikli na naše území první Slované. V rámci Prahy dle archeologických nálezů nejstarší keramiky (nazývané též pražským typem) se usadili na severozápadu Prahy – např. Roztoky u Prahy, Veleslavín, Voskovice, Podbaba, Bubeneč a povodí toku Brusnice. V 8. století vznikala opevněná hradiště – např. Šárka, Butovice a Bohnice. Těmito místy směřoval obchod a hradiště se tak stala centrem nejvýraznějších sídelních aglomerací. Zásadně se podoba hradišť změnila v polovině 9. století, kdy hradiště ztratila svoji původní funkci. Přemyslovci si vybrali za svoje sídlo hradčanský vrch a okolí Pražského hradu tak po čase představovalo vhodné místo pro rozvoj obchodu a života poddaných v podhradí.
S rozvojem slovanského hradiště na hradčanském vrchu sestoupilo místní obyvatelstvo do podhradí a jeho blízkosti. Nejprve obsadilo dnešní Malou Stranu na levém břehu řeky, kde bývalo nejstarší jádro podhradí. Zlomovým bodem, kdy Praha dostala svůj nový ráz, však byla výstavba Vyšehradu v polovině 10. století. Síť hlavních cest mezi Pražským hradem a Vyšehradem byl ovlivňující pro pozdější podobu města. Dle keramických nálezů byl staroměstský břeh osidlován od řeky v levém směru od podhradí hradčanského vrchu. Zároveň byla nalezena větší hustota pohřebišť na jižní polovině toku Vltavy, což dokazuje, že nejstarší osídlení staroměstského pravého břehu, se nacházelo v jižní části dnešního půdorysu pražského centra města.
V jakém kontextu a s jakými úmysly byla podhradí sídla stavěna, není jisté. Jistá je jen urbanistická poloha staveb obydlí jako součást pražské aglomerace v návaznosti na terén a přírodní podmínky v těchto místech. Jako příklad můžeme uvést terasovou úroveň staroměstského jádra, která chránila obyvatele a jejich příbytky, před velkou vodou, a která spojovala Pražský hrad s nově vzniklým Vyšehradem – dnešní ulice Karolíny Světlé. Na pravém staroměstském břehu tak ovlivňovaly terasovité stupňovité svahy nejvýznamněji podobu dnešního Starého Města. Jejich důležitost a dominanci dokládají některá pohřebiště a románské kostely – např. kostel sv. Haštala, sv. Klimenta, sv. Petra, sv. Michala, P. Marie před Týnem, sv. Jakuba či sv. Benedikta.
Územní rozvoj pravého staroměstského břehu měl dvě etapy. První, starší etapu za éry Vyšehradu mezi lety 1000 až 1143. Hlavními cestami se zde staly ulice Karolíny Světlé a ulice Pštrossovy, které vedly od nejstaršího pražského mostu k Vyšehradu. Druhá, novější etapa se připisuje románské éře mezi lety 1143 až 1240. Budovala se zde urbanistická síť, která měla své centrum na Staroměstském náměstí, které zde postupně rostlo. V jeho síti vznikala tržiště, zakládaly se instituce, a to vše odstartovalo proces, kdy se Praha stala městem vrcholně středověkého typu. Podhradí se dále rozšiřovalo, avšak již ne směrem k Vyšehradu, ale na stranu směrem k tržišti a Staroměstskému náměstí. Dokazují to tři ulice, které jsou umístěné na severní a východní polovině Starého Města – ulice Kaprova, ulice Dlouhá a ulice Celetná.
Roku 1118 však přišla ničivá povodeň, která s sebou vzala nejen dřevěnou zástavbu v blízkosti povodí Vltavy, ale i mnoho dřevěných kostelů, které se do dnešních dob nedochovaly – sv. Kliment v dnešním Klementinu, sv. Jan Na Zábradlí, sv. Vavřinec na místě dnešního kostela sv. Anny, svatých Filipa a Jakuba na Arbesově náměstí či dnes stále stojící rotundu sv. Kříže. Po povodni dosahovala největší koncentrace místa, která sousedila s novým tržištěm u dnešního Staroměstského náměstí, kde byl obytný pás se šířkou kolem 200 metrů. To se týkalo dnešní ulice Rytířská, kde byla cesta spojující Újezd sv. Martina a osadu sv. Petra na Poříčí. Tato cesta byla hraniční pro románskou Prahu až do doby založení tzv. Havelského města, které započalo roku 1232–1234.

## Historie ulice V jirchářích

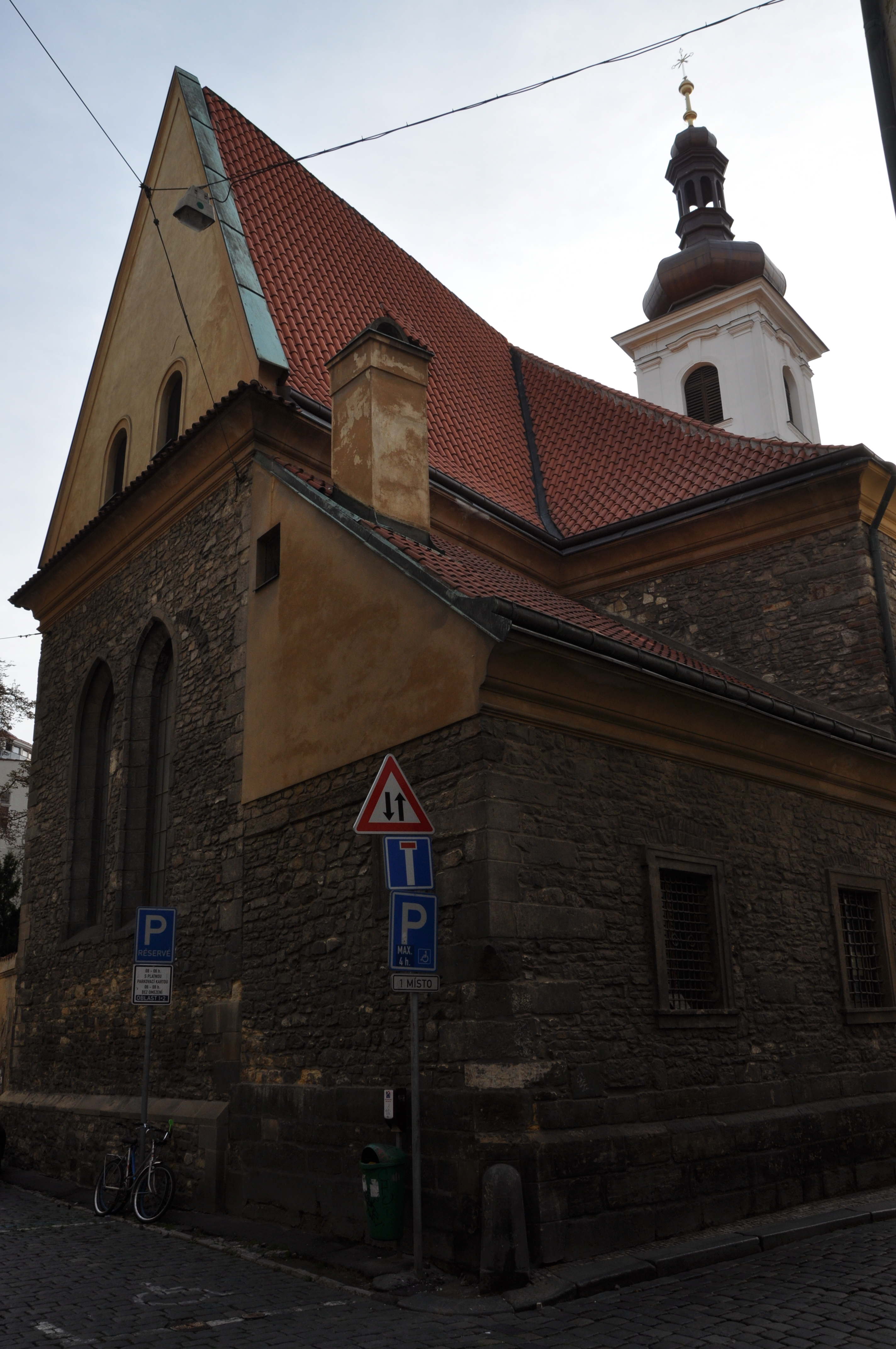
Kostel sv. Michala v ulici V jirchářích

Ulice V jirchářích zde byla již v dobách před založením Nového Města v Praze. Ulice byla součástí starodávné vsi Opatovice, kterou v těchto místech založili roku 1115 kladrubští benediktini a podle jejich titulatury tuto ves nazvali Opatovice.
Název Opatovice měl vliv i na pozdější název této lokality, a to v době, kdy se ves stala za Karla IV. částí Nového Města v Praze a dnešní ulice Opatovická, V jirchářích a Smetanova nesly společné pojmenování V Opatovicích. Vladislav I. r. 1111 totiž vykázal kladrubskému klášteru místo k založení vsi mezi kostelem sv. Michala a kostelem sv. Petra a Pavla na Zderaze, díky čemuž zůstal název stejný. Podoba vsi neustoupila novému rázu Prahy a její zástavbě při zakládání Nového Města.
Výše zmíněný kostel sv. Michala je dodnes součástí ulic V jirchářích a Opatovická. První zmínky o tomto farním kostele pochází z 12. století, jasnější zmínky pak z doby Jana Lucemburského. Roku 1511 byl kostel nově klenut. Po roce 1621 byl filiálním kostelem farního chrámu sv. Vojtěcha. Roku 1717 kostel vyhořel a byl přestavěn. Ve stejném roce byla zřízena i jeho věž. Kostel byl zrušen roku 1789, kdy ho koupil kupec František Khera a o rok později ho prodal evangelíkům.Roku 1884 byl opraven do dnešní podoby. Ze starého románského kostela se zachovaly okrouhlé pilíře a mezilodní arkády. Z doby gotiky se pak zachovala žebrová klenba hlavní lodi a pravé poboční.
Ke kostelu patří i přilehlá zahrada, která byla roku 2016 zpřístupněna veřejnosti. Nachází se na místě bývalého hřbitova, který byl rozšířen v polovině 17. století.

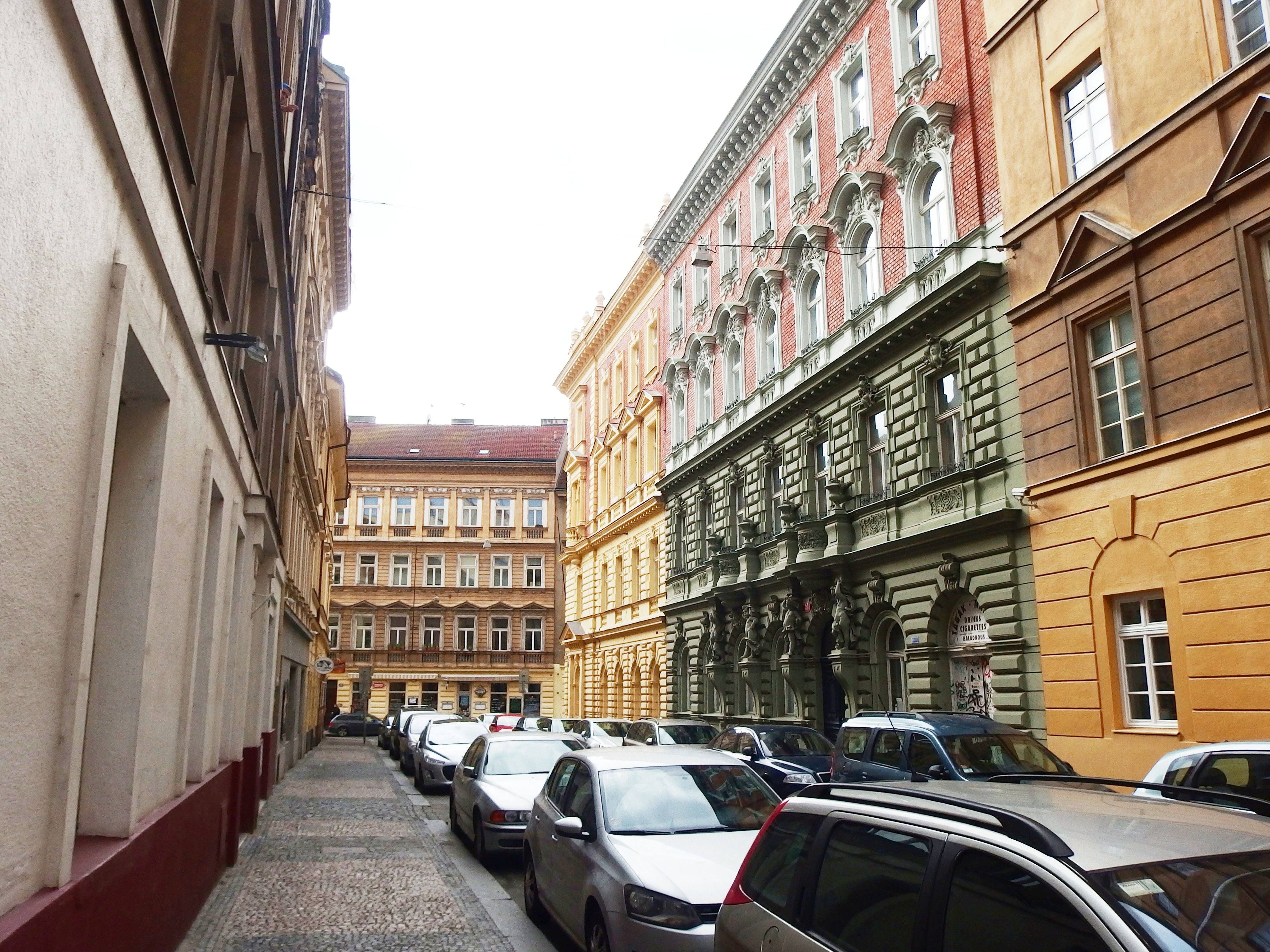
Ulice V jirchářích

Ve 14. a 15. století byla v této častí města spleť uliček, z nichž některé byly časem zastavěny. Jircháři a smradaři zde bydleli již před založením Nového Města. Proto byl první název samotné ulice Smradařská. Později se říkalo ulici V Podzderazí a celé části Opatovic předměstí Zderazské.
Dalším názvem, který se ujal pro tuto ulici, bylo pojmenování V Kalábrii. Karel IV. prý povolal některé jircháře na zpracování kůží až z daleké Kalábrie, a proto se ulici začalo říkat podle jejich země původu.
Ve Stehlíkově historickém a orientačním průvodci z roku 1903 najdeme, včetně informací, které čerpal z Kroniky královské Prahy a okolních obcí, i zmínky o různých institucích, které v té době sídlili v některých budovách ulice V jirchářích. Hospodářské sdružení Aga, Klub českých turistů či repase pian pana Stárka.
Dnes se ulice jmenuje V jirchářích, ale stopy po zpracovávání kůže by se tu hledaly marně. Vzhledem k své poloze je ulice brána spíše jako zkratka pro místní, kam občas zabloudí i turista.[zdroj?] V ulici nalezneme dva hotely, obchody s potravinami, velvyslanectví Spojených států mexických, činžovní domy i kanceláře různých firem.

## Historie domů ulice V jirchářích

### Čp. 1709/1, činžovní dům – vstup z ulice Pštrossova
Nárožní dům, který vznikl na pozemku bývalého domu č. 147. Kdysi šlo o dům transportní, následně se stal domem vojenského stavebního ředitelství. Zbořen byl roku 1889 a na jeho základech byl postaven dům nový, činžovní. Bydlel zde například tehdejší ředitel Národního divadla Gustaf Schmoranz – prof. C. k. umělecko-průmyslové školy.

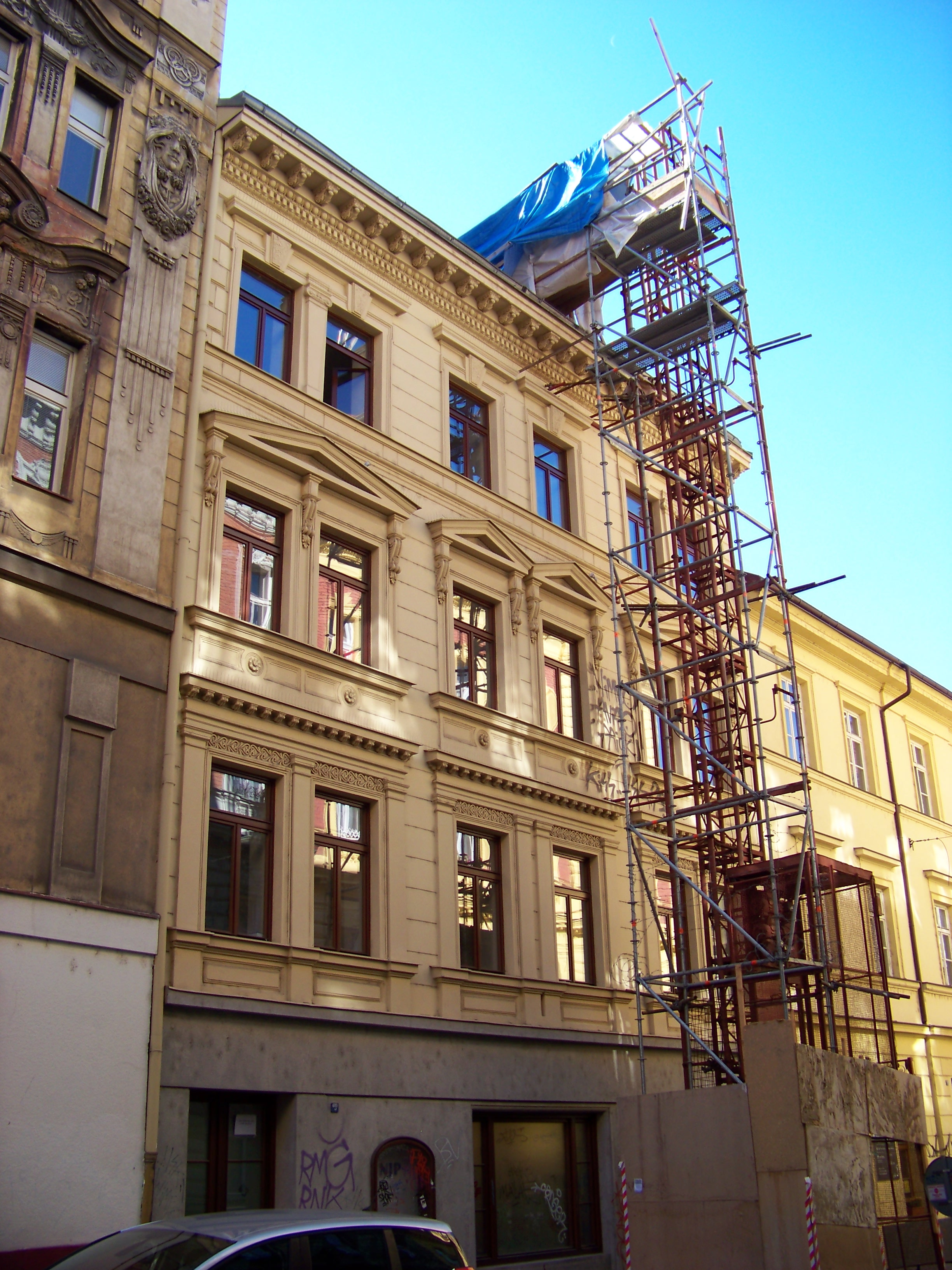
V jirchářích č.p. 148/4

Zajímavostí je, že při stavbě nového domu na starých základech byla objevena starobylá cihelna s velikou kamennou pecí. Nalezené cihly měly velikost cihel z doby mezi lety 1400 až 1600 – 27,5 × 13 × 7,5 cm. Též zde bylo nalezeno několik pecí na tavení železa.

### Čp. 195/2, U Nováka – restaurace
Dům, který nesl název U Kastnerů. Bydlel zde Josef Truhlář, kustod císařské knihovny. Roku 1384 pak byli majiteli Jana (Johanna) a pan Bušek, oba věnečníci. Dnes je zde restaurace U Nováka. Roku 1903 zde sídlilo Hospodářské sdružení Aga.

### Čp. 148/4, Agentom Alfa, s.r.o. – marketingová agentura + Salon V – kosmetický Salon
Dům, kterému se říkalo U Modrého jelínka. Bydlel zde známý pražský uzenář Lufr. Roku 1384 byl majitelem mečíř Jan. Pak koupil dům již dříve zmiňovaný pan Bušek z vedlejšího domu. V 18. století patřil dům rodině Příchovských z Příchovic, následně pak Deymům ze Stříže a v neposlední řadě, Emanuelovi Ubellimu. Dnes obývá dům marketingová agentura a též je v domě kosmetický salon.

### Čp. 149/6, Kafé V Klidu – kavárna/čajovna
Second hand – obchod textilu a oděvů
Dům na rohu ulice V jirchářích a ulice Křemencové patřil svobodnému pánu z Ebenu. Průběhem staletí také patřil pánům z Harrachu či Janu de Clari. Od roku 1789 pak patřil hraběnce Marii Hartmanové z Klaršteinu, rozené Krakovské z Kolovrat. Dnes je v přízemí domu kavárna a obchod s oděvy. V roce 1903 sídlil v tomto domě represář pian, pan Stárek.

### Čp. 144/7, hostel Accommodation – vstup pouze z ulice Voršilské
Novobarokní budova Koleje Arnošta z Pardubic podle projektu Františka Schlaffera postavena roku 1901 na místě tří domů, z nichž největší byl rohový Klebelsberský palác. Kolej postupně staré domy vykoupila. Jedním z ředitelů koleje byl ThDr. Karel Vondruška (1859–1918), farář kostela sv. Havla, redaktor a spisovatel katolické literatury. V domě před přestavbou bydlel Pavel Josef Šafařík. V roce 1903 v domě čp.144/ 5 sídlil Klub českých turistů.

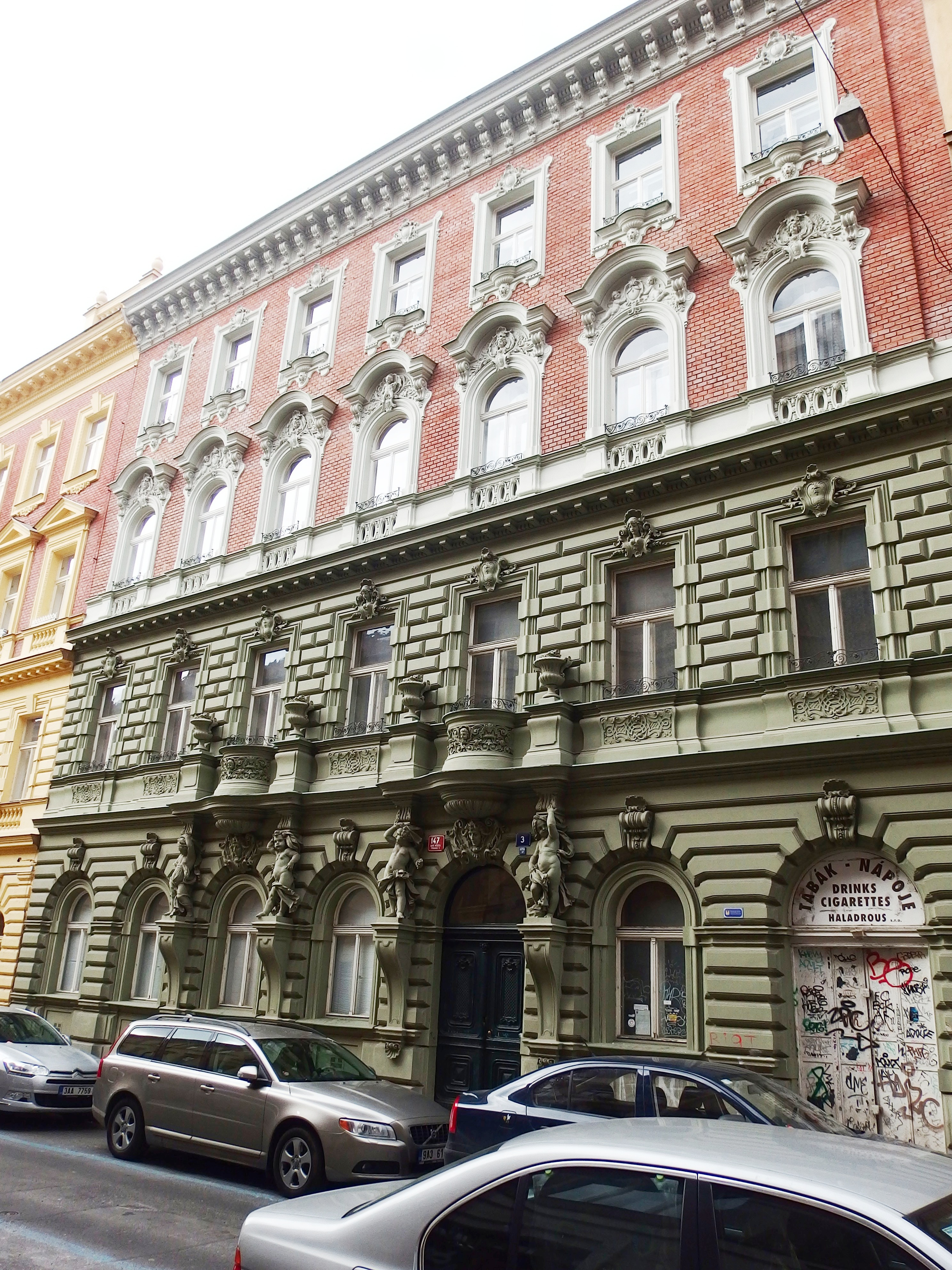
V jirchářích č.p. 147/3, č.p. 146/5 a č.p. 144/7

### Čp. 1265/11, Adler wellness produkte, s r.o.
Činžovní dům
Dva domy, na jejichž místě dříve stál pouze jeden, který byl rozdělen na čtyři části a prošel postupně mnoha změnami. Byl to jednopatrový barokní dům s arkýřem a arkádami ve dvoře. Měl tři sochy mouřenínů u schodiště a portál, jehož napodobení dnes můžeme pozorovat u nové budovy.
Domu se říkalo U Hlucháčků, U Doomsů a U Bušpánků – vždy tak podle toho, kdo zde zrovna bydlel. Posledním obyvatelem staré podoby domu byli policejní strážníci, kteří zde měli c. k. kasárna.
Jednu ze čtyř částí tohoto obytného komplexu prodal roku 1650 Pavel Lhotský z Libětína mědirytci Janu Kašparovi Doomsovi z Pomerale *(Zhotovil černé rytiny dle Škrétových výkresů.). Jeho syn Pavel Maxa Hrubec ze Šternfeldu se stal majitelem druhé části domu, které se říkalo U Bušpánku. Koupil ji od špitálu sv. Bartoloměje.
Když oba zemřeli, vdova po Pavlu Maxovi majetek přinesla věnem Kristiánovi Floriánovi Hegerovi, který následně roku 1695 z tohoto komplexu vystavěl nový dům, jehož podobu známe dodnes. Nový dům v dražbě roku 1719 zakoupil koželuh Ignác Rudolf Karel Engel z Engelflussu. Jeho švagr, rytíř Jan Vilém Příchovský z Příchovic, povýšený toho roku do panského stavu, dům koupil roku 1723.

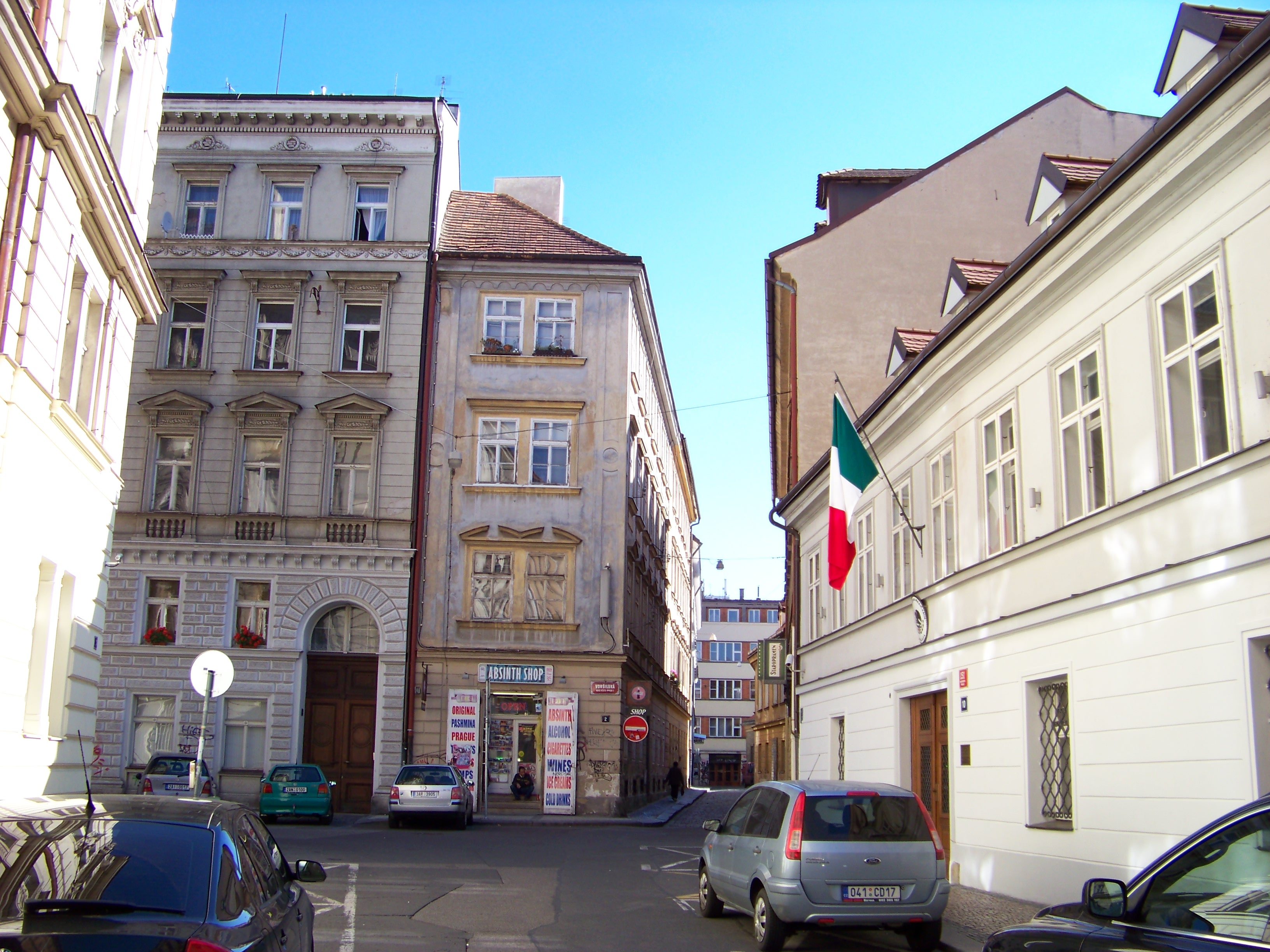
V jirchářích čp. 1424/9 a čp. 1265/11

Po třicetileté válce dům koupil Jiří Antonín Nesslinger ze Šellengrabu z rodu Štýrského. V roce 1769 dům koupil Jan Markvart Koc z Dobrše a Ohrazenice, který byl členem gubernátorské rady. O dva roky později dům koupil Vojtěch, hrabě z Klebelsberka, který byl novoměstským hejtmanem . A po několika změnách se v domě na dlouhou dobu roku 1803 usadil nejvyšší maršálek království Českého.
Dnes jsou z bytového komplexu dva domy, které slouží převážně jako domy činžovní. V přízemí je obchod s potravinami a obchod s wellness produkty.

### Čp. 150/8, sídlo firem: Kodac, film 1635, Cloro, St. Martins – oděvy
Klasicistní nárožní dům s novogotickým štítem do Křemencovy ulice z roku 1868. Ve středověku dva domy, ov renesančníé době jeden označovný Oppersdorfský či Oprštorfský po majiteli Vilému z Oppersdorfu či Oprštorfu. Dům obýval i latinský humanista a básník Salomon Frencelius z Fridenthalu (1564–1605), korunovaný vavřínovým věncem od Rudolfa II. Roku 1787 zde byla vojenská prádelna a sklad lůžek.
Dům má vysoký štít  a dnes je zde sídlo několika firem. V přízemí je též obchod s oděvy.

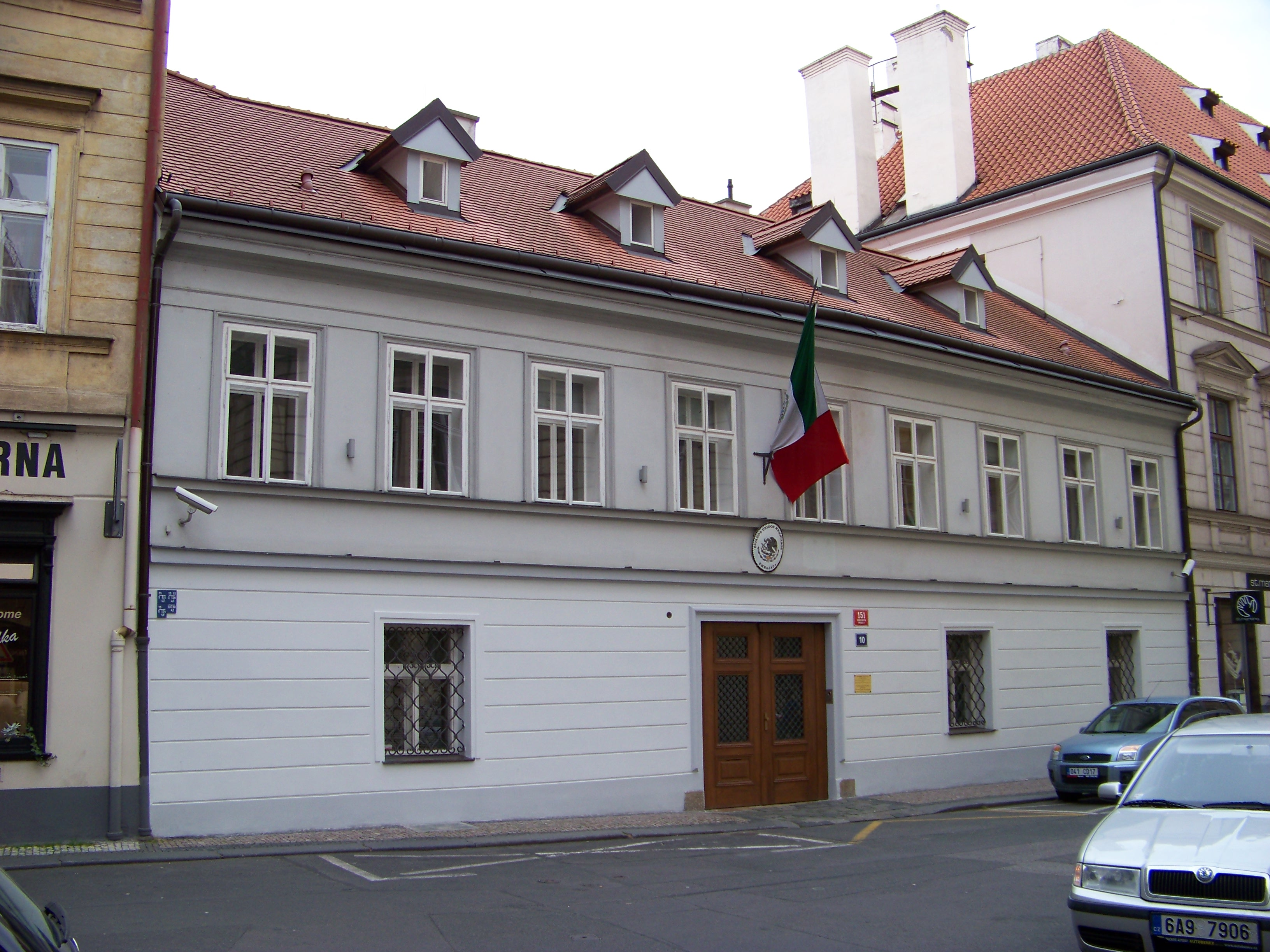
V jirchářích č.p. 151/10

### Čp. 151/10 Velvyslanectví Spojených států mexických
Dům, který byl známý především jako dům U Pivoňků. Dříve se jmenoval U Vilímovských podle Viléma Ludvíka Vilímovského z Lichtenberka – pražského zemského geometra. Dům kolem roku 1400 obýval Jan ze Žďáru, který byl oltářníkem v kostele sv. Michala a který odkázal tento dům svým kněžím. Od roku 1696 zde bydlel Vít Pivoňka, který byl mlynářem. Proto se dům jmenoval U Pivoňků. Dnes je dům sídlem Velvyslanectví Spojených států mexických.

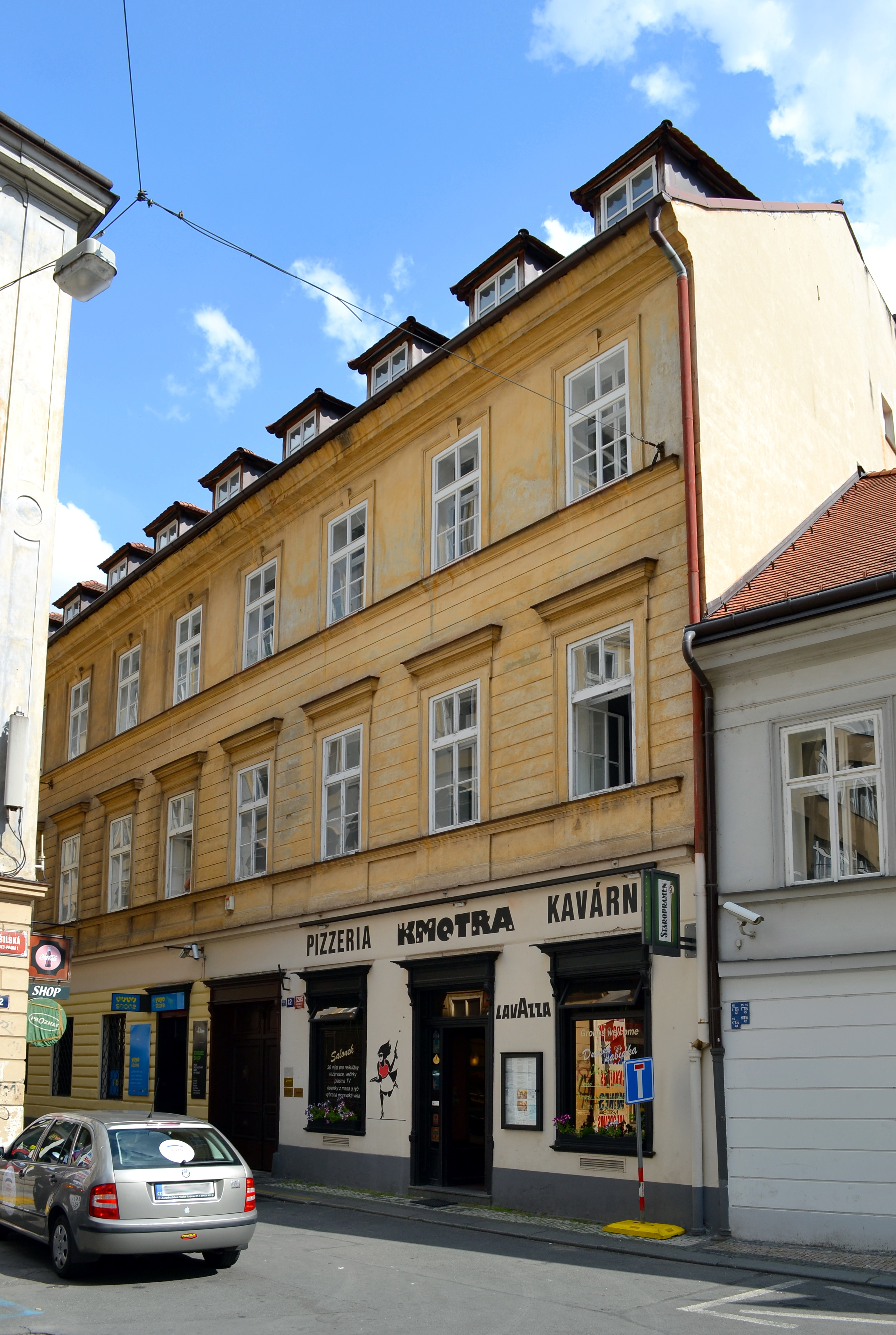
V jirchářích č.p. 1285/12

### Čp. 1285/12, pizzerie Kmotra
Dům, který měl jistě spojitost se sousedním domem, neboť v něm sídlil hostinec U 3 pivoněk. Nyní sídlo pizzerie.
Při svých občasných návštěvách Prahy bydlel Bedřich Smetana v ulici V jirchářích č.12 (tzv. dům U tří pivoněk) u J. Srba-Debrnova, u kterého během čtyř let pobyl dokonce šestadvacetkrát. V jeho bytě měl uschovány partitury téměř všech svých děl, dokončil zde i svůj druhý smyčcový kvartet Z mého života, který tu byl poprvé proveden za účasti Antonína Dvořáka jako violisty.

### Čp. 153/13, hotel Adler Praha
Poslední dům na východní straně ulice dnes funguje jako hotel. Dříve to však byla německá evangelická škola a zároveň fara u kostela sv. Michala. Již od 14. století zde bývala farní škola, která tedy přetrvala mnoho staletí. Ve 20. století zde sídlil Husův bohoslovecký seminář, kolej pro studenty Komenského evangelické bohoslovecké fakulty. Budovu vlastní Českobratrská církev evangelická.

### Čp. 152/14, ateliér ŠUM – školička u sv. Michala
Tento dům je dnes školičkou u kostela sv. Michala. Bývala zde fara a škola sv. Michala. Při rekonstrukci potrubí v roce 2011 se zde našly ostatky z původního hřbitova, který náležel samotnému kostelu. Vyvrátila se tedy spekulace, že hřbitov se nacházel v místě dnešní zahrady, která je ve dvoře za kostelem. Dům zasahuje i do ulice Opatovická. By postaven již na gotických základech a je více než 700 let starý. Byly zde zřejmě dílny jirchářů a koželuhů. Když v 18. století přišla katolická církev o kostel sv. Michala i o tento dům, kostel i faru koupil jakýsi obchodník a podnikalo se zde až do roku 1945. Společně s podnikáním se tu zabydleli i Pražané. Bylo tu odedávna 20 partají, až po rekonstrukci, aby každá partaj měla svoje sociální zařízení, se počet bytů snížil.